# Neuhebridengraben

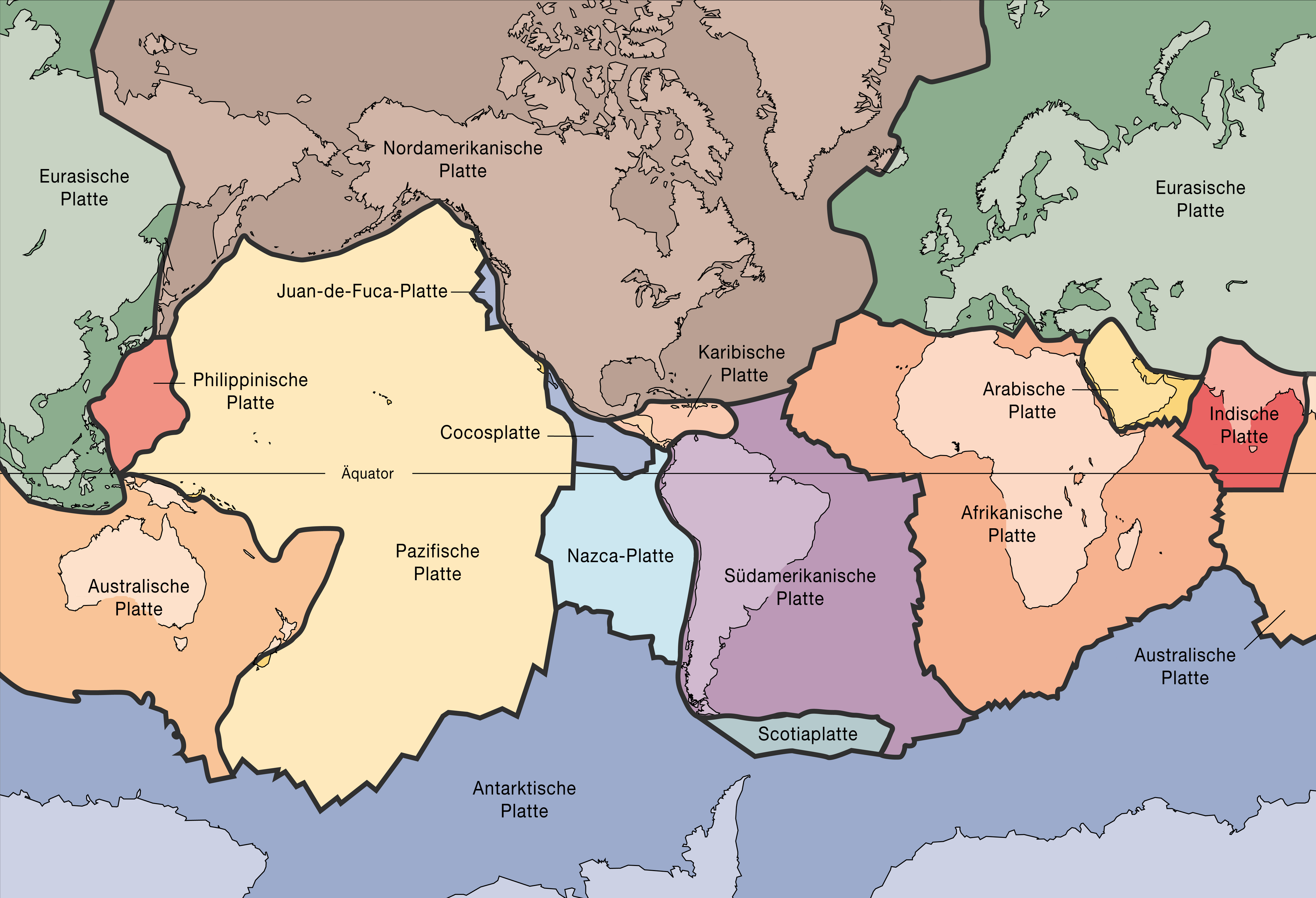
Tektonische Platten mit Kontinenten im Hintergrund

Der Neuhebridengraben ist eine bis 7570 m tiefe und 320 km lange Tiefseerinne im südwestlichen Teil des Pazifischen Ozeans (Pazifik).

## Geographie
Der Neuhebridengraben liegt zwischen Vanuatu im Norden und Osten, dem Fidschigraben im Südosten, Neukaledonien im Süden und Südwesten und dem Neuhebridenbecken im Westen. Er befindet sich zwischen 17 und 21° südlicher Breite sowie 167 und 169° östlicher Länge. Der Neuhebridengraben, dessen tiefste Stelle östlich der Insel Lifou liegt, findet seine südöstliche Fortsetzung im Fidschigraben.

## Geologie
Der Neuhebridengraben bildet einen Teil der tief eingeschnittenen Nahtstelle von Australischer Platte im Südwesten und Pazifischer Platte im Nordosten.